# Ерік Піклз
Ерік Піклз (англ. Eric Pickles; нар. 20 квітня 1952, Кітлі, Англія) — британський політик, член Консервативної партії. З травня 2010 року займає посаду міністра громад і місцевого самоврядування в уряді Девіда Кемерона.

## Життєпис
Він походить з родини з лівої традиції — його дід був одним з лідерів Незалежної робітничої партії, невеликої групи соціалістичного профілю, яка діяла в першій половині XX століття. Відповідно до Піклза, будучи підлітком, він був абсолютно зачарований комунізмом, але він пережив глибоке розчарування після вторгнення Радянського Союзу в Чехословаччину та інших країн Східного блоку у 1968 р. Тоді він приєднався до Молодих консерваторів. Закінчив Університет Лідса. У 80-х активно брав участь у русі проти расизму.
Політична кар'єра почалася у Бредфордській міській раді, куди він був обраний у 1979 році. Він сидів там протягом тринадцяти років, у тому числі два (1988–1990) працював лідером консервативної фракції в раді. У 1992 році він став членом Палати громад. Починаючи з 2001 року — у тіньовому кабінеті, де він працював над проблемами транспортну та Лондона. У 2007 році він став «тіньовим» міністром громад і місцевих органів влади. У січні 2009 року Девід Кемерон призначив його головою Консервативної партії (що відповідає посаді Генерального секретаря партії в континентальній Європі — у Великій Британії посади голови і лідера розділені).